# Rodrigo da Cunha
Rodrigo da Cunha est un homme politique et prélat portugais, né en 1577 et mort le 3 janvier 1643 à Lisbonne. 

## Biographie
Il fut archevêque de Lisbonne et l'un des chefs de la conspiration qui arracha le Portugal à l'Espagne et plaça le duc de Bragance sur le trône (1640). Il prêta au nouveau roi serment de fidélité au nom du clergé et fut provisoirement chargé du gouvernement.